# Joan Baptista Daviu i Romaguera
Joan Baptista Daviu i Romaguera (Palma, 1930 - Palma, 12 de gener de 1999) fou un tenor mallorquí.

## Biografia
Va estudiar cant amb Jordi Frau i Joan Nadal i va debutar el 1954 al Teatre Líric. Es va presentar al Gran Teatre del Liceu la temporada 1960-1961, en la representació de Madama Butterfly de Giacomo Puccini, repetint la temporada 1961-1962, ara en l'òpera Faust de Charles Gounod. Va tornar a actuar al Liceu en la temporada 1962-1963, participant el desembre de 1962 en l'estrena absoluta de l'òpera Una voce in off de Xavier Montsalvatge i el mateix dia en la representació d'El giravolt de maig d'Eduard Toldrà.
L'abril de 1961 es va anunciar que havia estat ser becat per la Fundació Juan March per ampliar els estudis fora d'Espanya, la qual cosa li va permetre actuar en diversos teatres europeus. Mesos més tard, el maig de 1961, va cantar l'òpera La bohème de Puccini al Palau Municipal dels Esports de Barcelona, en un festival d'òpera organitzat pel Liceu. Amb ell, va cantar la soprano Carme Lluch i Bofarull, la també soprano Dolors "Lolita" Torrentó i el baríton Josep Simorra.
L'obra Una voce in off la va tornar a representar l'any 1965 a Madrid, al Teatro de la Zarzuela, en el marc del "2n Festival d'Òpera en Madrid".
La temporada de tardor de 1963 va actuar a Palma, cantant les òperes Faust i Tosca, obra aquesta segona de Puccini. L'any 1964 va participar en una escenificació a càrrec de l'orquestra i cors de Liceu de l'òpera Marina d'Emilio Arrieta a la platja de Sa Caleta de Lloret de Mar. Aquesta mateixa obra la va representar anys més tard a la Chopera del Retiro de Madrid, el juliol de 1968, en el marc dels Festivals d'Espanya, amb la soprano italiana Maria Luisa Cioni. El novembre de 1968 va participar en un altre esdeveniment relacionat amb un compositor català: la reposició de l'obra Canigó del pare Antoni Massana.
L'any 1966 va cantar a l'Òpera Nacional de Turquia, sent el primer cantant d'òpera espanyol en actuar-hi en els vent-i-cinc anys d'història de la institució. Dies més tard interpretava un paper secundari a Der Rosenkavalier de Richard Strauss al Liceu de Barcelona, en un elenc que va comptar amb la destacada figura de la soprano Elisabeth Schwarzkopf.
L'abril de 1970 va participar al 3r Festival d'Òpera a Las Palmas de Gran Canaria, cantant amb no gaire lluïment Faust de Gounod.
Va assolir un repertori de més de 40 òperes, cantant a teatres de moltes ciutats europees, a banda de Barcelona, Madrid, Palma i Ankara: a Alemanya, Àustria, Hongria, Grècia, Bèlgica, França i Romania. Va destacar en la interpretació de La Traviata i Rigoletto, de Verdi.